# Telegonos
In der griechischen Mythologie ist Telegonos (altgriechisch Τηλέγονος Tēlégonos, lateinisch Telegonus) einer der Söhne, die Kirke zusammen mit Odysseus hatte. Der Name bedeutet „fern geboren“, das heißt „weit von Ithaka entfernt geboren“.
Von Homer wird Telegonos nicht erwähnt. Erst das später zugefügte Ende der Theogonie Hesiods führt ihn als einen Sohn von Odysseus und Kirke an. Laut der Telegonie schickte Kirke Telegonos, als dieser erwachsen war, auf die Suche nach seinem Vater Odysseus, der zu dieser Zeit schon nach Ithaka zurückgekehrt war. Ein Sturm trieb Telegonos nach der Insel Ithaka, von der er annahm, dass es sich um Kerkyra handele. Vom Hunger getrieben, beraubte er die Felder. Odysseus und sein ältester Sohn Telemachos verteidigten ihr Land, wobei Telegonos ahnungslos seinen Vater mit seiner Lanze tötete. Diese Waffe, an deren Spitze der giftige Dorn eines Stachelrochens befestigt war, erhielt Telegonos von seiner Mutter Kirke. Er brachte den Körper seines Vaters nach Kirkes Insel Aiaia zurück und nahm Penelope, Odysseus’ Witwe, und Telemachos mit sich. Kirke machte sie unsterblich und heiratete Telemachos, während Telegonos Penelope, die Witwe des Odysseus, zur Frau nahm. Penelope gebar daraufhin Italus, welcher später Electra, die Tochter des Königs Latinus, ehelichte.
Diese Geschichte wurde in der Telegonie erzählt, einem frühgriechischen Epos, das lediglich in einer Zusammenfassung erhalten geblieben ist. Das Epos ist eine Fortsetzung der Odyssee und angeblich von Eugamon (oder Eugammon) von Kyrene verfasst worden. Varianten der Geschichte sind bei späteren Dichtern zu finden. Sophokles verfasste die Tragödie Odysseus Akanthoplex, die möglicherweise mit Sophokles’ Stück Niptra identisch und bis auf Fragmente verloren ist. Laut einem Rekonstruktionsversuch der Handlung erfuhr Odysseus in diesem Stück bei seinem Aufenthalt in Thesprotien durch das Orakel von Dodona, dass er dazu verdammt sei, von seinem Sohn getötet zu werden. Er nahm an, Telemachos sei gemeint und fürchtete ihn deshalb. Nach seiner Heimkehr wurde er bei der Fußwaschung erkannt, eröffnete sich jedoch seiner Gattin erst auf die Nachricht hin, dass Telemachos sich nicht in Ithaka befinde. Er wollte dann einen angeblichen Fremden, der Diebstähle beging, aus Ithaka vertreiben, erlitt aber von dessen mit einem Rochenstachel versehener Lanzenspitze tödliche Verletzungen. Sterbend beklagte er, dass er eine falsche Prophezeiung erhalten habe, bis klar wurde, dass das Orakel nicht gefehlt hatte, da der ihm den Tod bringende Widersacher sein und Kirkes Sohn Telegonos war. Am Ende des Dramas vermählte sich Telegonos mit Penelope und Kirke mit Telemachos; es fanden also die gleichen Heiraten wie in der Telegonie statt.
In der italischen und römischen Mythologie gilt Telegonos als Gründer von Tusculum, einer Stadt im Südosten Roms, und manchmal auch als Gründer von Praeneste, dem modernen Palestrina. Altrömische Dichter benutzen regelmäßig Phrasen wie „Mauern des Telegonus“ oder „Mauern der Circe“, um auf Tusculum zu verweisen.
Ein anderer Telegonus gilt in der griechischen Mythologie als der König von Ägypten, der die Nymphe Io heiratete.